# Cancillería de Casa, Corte y Estado
La Imperial y Real Cancillería Íntima de la Casa Imperial, de la Corte y el Estado fue una institución situada en la cúspide del sistema político del Imperio austríaco.

## Historia
El origen de la institución se remonta a 1620, cuando se creó una cancillería de corte (dedicada a asuntos de los territorios habsbúrgicos) distinta a la cancillería imperial (dedicada al Sacro Imperio). Esta cancillería fue dividida en dos secciones.
Fue en 1742 cuando la emperatriz María Teresa mandó separar la sección dedicada a los asuntos exteriores, formando una suerte de ministerio del exteriores, la Staatkanzlei (Cancillería de Estado).
Entre 1809 y 1848, Klemens von Metternich se encontró al frente de la cancillería, siendo uno de sus momentos de mayor esplendor. Metternich era considerado el político más importante de la Europa del período postnapoleónico.

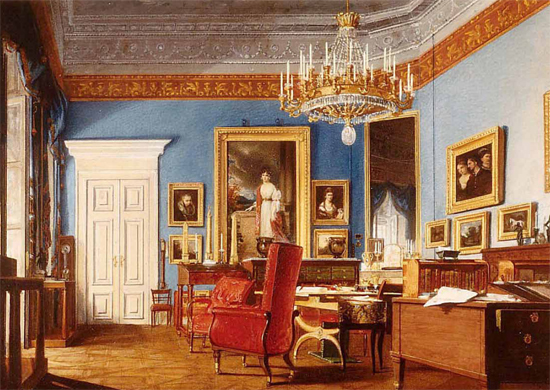
Despacho del canciller Klemens von Metternich en la Cancillería.

La Cancillería desaparecería como consecuencia de la Revolución de 1848, que supuso el exilio de su cabeza, el canciller Metternich. Como institución fue sucedida por el Ministerio del Exterior y de la Casa Imperial.

## Estructura
En 1842 contaba con la siguiente estructura:
- Ilustre director de los Negocios Extranjeros o Canciller, quien era uno de los pocos políticos del Imperio que tomaba las decisiones de forma personal y no colegiada.

- Sección de Asuntos Exteriores
  - 1 Consejero de Estado y de Conferencias.
  - 3 consejeros áulicos y oficiales íntimos de Estado.
  - 3 consejeros actuales de la Cancillería de Estado.
  - 4 secretarios áulicos actuales.

- Sección de Asuntos Internos
  - 1 Consejero de Estado y de Conferencias.
  - 4 consejeros aúlicos y oficiales íntimos de Estado.
  - 4 consejeros actuales de la Cancillería de Estado.
  - 1 secretarios áulicos actuales.
  - 6 conceptistas áulicos actuales (y 7 en servicio extraordinario).
- 1 Imperial y real intérprete de lenguas orientales.

- Registro
  - 1 Imperial y Real consejero actual y registrador.
  - 1 adjunto.

- Expedición
  - 1 Imperial y real secretario áulico y Expedidor.
  - 1 adjunto.
  - 7 oficiales.
- Archivo íntimo de Estado, Corte y Familia
  - 1 director.
  - 2 archiveros.
- Tesorería de la Imperial y Real Cancillería Íntima de Corte y Estado.
  - 1 cajero.
  - 1 controlador.